# Eduard Hauser (général)
Pour les articles homonymes, voir Eduard Hauser.
Eduard Hauser (22 juin 1895 à Erlangen - 16 juillet 1961 à Garmisch-Partenkirchen) est un Generalleutnant allemand qui a servi au sein de la Heer dans la Wehrmacht pendant la Seconde Guerre mondiale.
Il a été récipiendaire de la croix de chevalier de la croix de fer avec feuilles de chêne. Cette décoration est attribuée pour récompenser un acte d'une extrême bravoure sur le champ de bataille ou un commandement militaire avec succès.

## Biographie
Eduard Hauser s'engage dans l'armée le 1er août 1914 en tant que porte-drapeau. Le 27 mai 1915, il est promu lieutenant dans le 17e régiment d'infanterie (de) (brevet du 11 mai 1914).
Eduard Hauser est capturé par les forces américaines en mai 1945 et reste en captivité jusqu'en juin 1947.

## Décorations
- Croix de fer (1914)
  - 2e classe (17 juin 1915)
  - 1re classe (12 septembre 1917)
- Insigne des blessés en noir (1914)
- Croix d'honneur
- Médaille des Sudètes
- Agrafe de la croix de fer (1939)
  - 2e classe (29 septembre 1939)
  - 1re classe (26 juin 1940)
- Médaille du Front de l'Est
- Croix de chevalier de la croix de fer avec feuilles de chêne
  - Croix de chevalier le 4 décembre 1941 en tant que Oberst et commandant du Panzer-Regiment 25[1]
  - 376e feuilles de chêne le 26 janvier 1944 en tant que Generalmajor et commandant de la 13. Panzer-Division[2]
- Mentionné 2 fois dans le bulletin radiophonique quotidien Wehrmachtbericht le 12 octobre et 24 décembre 1943